# Priap
Priap je v grški mitologiji bog plodnosti in zavetnik živine, sadnega drevja, vrtov in moških spolovil. Je sin Bakha in Afrodite.
V svojo mitologijo so ga prevzeli tudi Rimljani.